# Donji Dušnik
Donji Dušnik (cyr. Доњи Душник) – wieś w Serbii, w okręgu niszawskim, w gminie Gadžin Han. W 2011 roku liczyła 516 mieszkańców.